# Александр Невский (теплоход)
Александр Невский — речной круизный трёхпалубный теплоход проекта 588 «Родина», названный в честь великого князя Александра Невского, был построен на верфи VEB Mathias-Thesen-Werft Wismar в Висмаре, ГДР в 1957 г. и является головным пассажирским судном второй модернизации класса 588, спроектированного в СССР. Теплоход обладает хорошими судоходными качествами, что позволяет судну ходить по водохранилищам и крупным озёрам бассейна реки Волга. С момента постройки и до 2001 года принадлежал Волжскому пароходству. С 2001 года находится в собственности ООО «Круиз».

## История
Теплоход Александр Невский проекта 588, немецкое обозначение BiFa Typ A, Binnenfahrgastschiff Typ A, (рус. речной пассажирский теплоход, тип A), был построен под заводским номером 112,  во второй серии, на верфи VEB Mathias-Thesen-Werft Wismar в Висмаре, ГДР в 1957 году и передан в Волжское пароходство СССР. Весной 2011 г. было установлено новое радионавигационное оборудование в составе: ЭКСНИС (СОЭНКИ), еще один НРЛС, AIS, спутниковый компас, приемник "ГЛОНАСС-GPS", а в ходе зимнего ремонта 2011/2012 г. запланирована замена двух главных дизелей (6 NVD 48).

## Описание
Теплоход Александр Невский рассчитан на 232 пассажира, имеет 3 пассажирские палубы и пассажирский трюмный уровень, на которых пассажиры размещаются в одно-, двух- и четырехместных каютах, каютах класса «люкс» и «полулюкс».
На главной палубе расположены бытовые комнаты, сувенирный киоск, место для регистрации пассажиров и ресторан, имеющий 100 мест. На верхней палубе теплохода находятся спасательные шлюпки; ресторан, имеющий 70 мест, каюты «полулюкс» и «люкс». Средняя палуба — самая большая пассажирская палуба теплохода; здесь находятся все двухместные каюты, находятся читательный салон и бар в 20 мест. На нижнем трюмном уровне находятся двухъярусные двухместные и четырёхместные двухъярусные каюты, а также каюты улучшенной планировки.
Теплоход совершает круизы по маршрутам из Волгограда: в Астрахань, Саратов и Самару, Москву, Казань.